# Williamsport (Maryland)
Pour les articles homonymes, voir Williamsport.
Williamsport est une localité américaine située dans le comté de Washington, dans le Maryland. C'est là qu'a lieu chaque année l'arrivée de la JFK 50 Mile, un ultra-trail de 50 milles.